# 比伯 (加利福尼亞州)
比伯（英語：Bieber）是位於美國加利福尼亞州拉森縣的一個人口普查指定地區。

## 地理
比伯的座標為41°07′17″N 121°08′39″W / 41.12139°N 121.14417°W，而該地最高點為海拔高度1257米（即4124英尺）。

## 人口
根據2010年美國人口普查的數據，比伯的面積為4.39平方千米，當中陸地面積為4.24平方千米，而水域面積為0.15平方千米。當地共有人口312人，而人口密度為每平方千米71人。